# Chińskie nazwiska
Typowe chińskie nazwisko składa się z:
- umieszczanego na początku nazwiska rodowego, zwykle jednosylabowego, na przykład Mao, Li, Jiang, Hu, Di
- następującego po nim jedno- lub dwusylabowego imienia.

Dwusylabowe nazwiska, na przykład Ouyang i Sima, należą do rzadkości. Z kolei najpopularniejsze nazwiska – Li, Liu, Zhang – mają po kilkadziesiąt milionów użytkowników (Li ponad sto milionów).
Tradycyjne imiona są zwykle dwusylabowe, chociaż ostatnio panuje moda na imiona jednosylabowe, między innymi Yao Ming. Zgodnie z tradycją rodzice często starają się, żeby imiona rodzeństwa miały jeden znak wspólny – taki układ miały imiona sióstr Song: Song Meiling, Song Qingling i Song Ailing.
Strukturę analogiczną do chińskich mają również nazwiska koreańskie, a w obu Koreach również znany jest zwyczaj nadawania imion z jedną sylabą wspólną. Przykładem mogą być dwaj synowie Kim Dzong Ila – Kim Dzong Czul i Kim Dzong Un – którzy w imionach dzielą z ojcem sylabę Dzong (正, kor. 정).

## Xingishi– pochodzenie nazwisk
Obecnie w języku chińskim „nazwisko” określa się terminem xingshi (姓氏). Oba człony tego terminu oznaczają jednak innego rodzaju nazwiska.
W starożytnych Chinach panował matrylinearny system pokrewieństwa, stąd poczynając od czasów historycznych (dynastie Xia, Shang i Zhou) nazwisko córka oraz syn dziedziczyli po matce. Znak pierwotnie oznaczający nazwisko – xing (wym. śing, 姓) składa się z dwóch elementów – kobieta i rodzić. Wiele najstarszych nazwisk zawiera w sobie klucz kobieta, np. 姬 (Ji), 姒 (Si), 媯 (Gui), 姜 (Jiang) oraz 嬴 (Ying).
Wraz z rozwojem społeczeństwa patrylinearnego nazwisko dzieci zaczęły dziedziczyć po ojcu, przy czym założyciele bocznych linii rodu często przyjmowali przydomki – shi (wym. szy, 氏), podczas gdy kontynuatorzy linii głównej pozostawali przy xing. O ile jednak xing pozostawało niezmienne od urodzenia, o tyle shi można było zmieniać za życia. Często zdarzało się, że ojciec i syn nosili inne shi, albo że dwie osoby o odmiennym xing miały to samo shi.
Shi przyjmowano od nazw państw, miast, pełnionych urzędów, profesji, miejsc zamieszkania, pokrewieństwa z królami Zhou oraz od zi.
Przed upadkiem dynastii Zhou do kobiet zwracano się po xing, a do mężczyzn po shi. Osoby o tym samym xing nie mogły się pobrać, bo uważano je za krewnych. Jeżeli shi kandydata na męża było identyczne z xing kandydatki, nie stanowiło to problemu dla zawarcia związku. W czasach późniejszych tradycja unikania ślubów między osobami o tym samym nazwisku była jednak przestrzegana. Dopiero ostatnio zaczyna się to zmieniać, chociaż w niektórych regionach Chin zwyczaj ten jest podtrzymywany.
Shi pozwalało poznać pozycję społeczną danej osoby, bo posługiwała się nim jedynie arystokracja. Reszta społeczeństwa używała jedynie imion.
W Okresie Wiosen i Jesieni shi wśród arystokracji zaczęto dziedziczyć na równi z xing. W Okresie Walczących Królestw również zwykli ludzie zaczęli używać xing, a termin bai xing (sto nazwisk) stał się synonimem "ludu", co symbolizowało spadek roli arystokracji.
Od czasów dynastii Qin i Han użytkowe różnice między shi i xing uległy zatarciu i zaczęto używać terminu xingshi (姓氏).

## Kolejność imienia i nazwiska
Odwrotna niż w jęz. polskim, tradycyjna chińska kolejność nazwisko-imię prowadzi do częstych nieporozumień, a w szczególności nagminnego mylenia imienia z nazwiskiem. Utarło się jednak, że ta kolejność jest przestrzegana, chyba że sam zainteresowany postanowi inaczej. Kolejność "zachodnią" (imię-nazwisko) przyjmują najczęściej Chińczycy, którzy żyją lub pracują za granicą, np. Yundi Li, Ang Lee czy Ziyi Zhang itd. W chińskiej pisowni osoby te wymieniane są jako: Li Yundi, Lee Ang, Zhang Ziyi.
Bardzo możliwe, że wraz z otwieraniem się Chin na świat i upowszechnianiem się wiedzy o chińskich nazwiskach kolejność „imię nazwisko” niebawem stanie się normą, jak to miało miejsce w przypadku nazwisk japońskich. Taką kolejność już wprowadzają  niektóre serwisy internetowe (np. Internet Movie Database).
Chińską kolejność, podobnie zresztą jak wiele chińskich nazwisk, przejęto także w Korei i Wietnamie.

## Pisownia imienia
W transkrypcji hanyu pinyin imiona pisane są łącznie (Mao Zedong), a w Wade-Giles z dywizem (Mao Tse-tung).
Identyfikację imienia i nazwiska utrudnia czasem rozłączna pisownia imienia, nadal spotykana wśród Chińczyków z Hongkongu i Tajwanu, szczególnie, kiedy nazwisko jest zapisywane w jednej z rzadziej używanych transkrypcji, lub "na ucho", na użytek użytkowników konkretnego języka (głównie angielskiego).
Ta ostatnia metoda jest popularna szczególnie wśród Chińczyków w USA, którzy starają się, żeby ich nazwisko dobrze brzmiało. Tajwańczycy i Hongkończycy czasem skracają jedną z sylab imienia do jednej litery, np. Yuan T. Lee. Zdarza się, że piszą tak całe chińskie imię, a posługują się imieniem angielskim, np. York C.P. Liao.

## Odmiana chińskich nazwisk po polsku
Jeżeli chodzi o odmianę chińskich nazwisk w języku polskim nie istnieje żadna norma. W specjalistycznym piśmiennictwie utarło się jednak kilka zasad, które są na ogół przestrzegane, choć nie są zbyt konsekwentne:
- Jeżeli piszemy razem nazwisko i imię, to odmieniamy tylko imię, o ile pozwala na to jego końcówka, najczęściej -ng, -n, -ui, -ei, -ai itd., np. Deng Xiaopinga, Lu Xuna, Zhou Enlaia itd. Tam gdzie końcówka nie pozwala, imienia nie odmieniamy: Zhang Ziyi, Zhu De albo Lin Biao.
- Jeżeli jednak wymieniamy samo nazwisko, to podlega ono odmianie: np. Dengowi, Sunowi, Jiangowi itd. Nazwisko nie odmienia się, kiedy uniemożliwia to jego końcówka, np. Mao, Hu, Lu, Jiao itd., a także kiedy chodzi o kobietę: np. panią Zhang, o pani Wen itp.

## Spolszczanie i wymowa
Istnieją nieliczne nazwiska, które mają utartą polską pisownię. To przede wszystkim Czang Kaj-szek i Sun Jat-sen, których brzmienie pochodzi z chińskich dialektów południowych i trafiło do polskiego przez angielski. Stosowanie tych form jest zalecane ze względu na uzus, aczkolwiek niektórzy autorzy stosują pisownię w hanyu pinyin: Jiang Jieshi i Sun Zhongshan.

## Szerokie użycie nazwiska w języku chińskim
Kolejność nazwisko-imię ma uzasadnienie w nieco innej funkcji, jaką pełni w chińskim kręgu kulturowym nazwisko. Jest ono używane dużo częściej niż na Zachodzie, podczas gdy imię pozostaje zarezerwowane dla rodziny i najbliższych przyjaciół.
Żeby osłabić formalny wydźwięk nazwiska, Chińczycy dodają do niego rozmaite przyrostki, np. lao (stary), xiao (mały), da (duży). Takie przyrostki są stosowane wśród znajomych i np. forma Lao Che (Stary Che) będzie odpowiadała polskiej formie panie Czesiu, przy czym określenie stary jest wyrazem szacunku oraz oznaką nawiązanych relacji.
Po nazwisku dodaje się często tytuły w rodzaju xiansheng (pan, albo mąż), nushi (pani o kobiecie w średnim wieku), taitai (pani, ale w szczególności mężatka; taitai używa się z nazwiskiem męża, mimo że Chinki nie zmieniają nazwisk po zamążpójściu), xiaojie (o młodej kobiecie) itd. W myśl tej zasady do Anga Lee, można zwrócić się Li Xiansheng (Panie Lee), a do Zhang Ziyi – Zhang Xiaojie (Panno Zhang).
Ekwiwalentem polskich „pan” i „pani” są także typowe dla języka chińskiego tytuły zawodowe, na przykład laoshi (nauczyciel), jiaoshou (profesor), daifu (doktor, o lekarzu), shifu (mistrz). Od takiego tytułu wzięła się w przeszłości zlatynizowana forma imienia Konfucjusza: po chińsku Konfucjusz nazywa się Kong Fuzi – Wielki Mistrz Kong – co jezuici zapisali po łacinie Confucius. Przestrzeganie odpowiedniej tytulatury zawodowej (dyrektor, kierownik, profesor) jest ważnym elementem chińskiej etykiety.
Uwaga: inaczej niż w języku polskim („pan minister Kowalski”), po chińsku nie łączy się tytułów zawodowych i grzecznościowych, a więc należy się zwracać Zhang jiaoshou (profesorze Zhang), a nie Zhang xiansheng jiaoshou (panie profesorze Zhang).
Tytuł zi (mistrz) występuje również po innych nazwiskach chińskich filozofów, na przykład Mengzi, Sunzi, Xunzi, Laozi, Mozi.

## Angielskie imię
W Hongkongu, Singapurze, na Tajwanie, a także w Chińskiej Republice Ludowej modne jest przyjmowanie angielskiego imienia, co ułatwia kontakty z cudzoziemcami. Wielu Chińczyków ma takie imiona, na przykład Jackie Chan, Bruce Lee, Leslie Cheung. Zdaniem socjologów moda na angielskie imię przyspiesza okcydentalizację dalekowschodnich społeczeństw.

## Dziedziczenie nazwiska
W Chinach dzieci dziedziczą nazwisko po ojcu. Kobiety po zamążpójściu pozostają przy nazwisku panieńskim, co jest pamiątką po fakcie, iż nazwisko xing dziedziczono wyłącznie po matce. Przykładem może być Jiang Qing, najbardziej znana żona Mao Zedonga, określana przez zachodnią prasę jako madame Mao.

## Chińskie nazwiska cudzoziemców
Od czasów misyjnej działalności jezuitów w Chinach utarło się, że osoby zawodowo i/lub osobiście związane z tym krajem dla wygody Chińczyków przyjmują chińskie nazwiska. Tworzy się je zwykle według następujących zasad:
- Znajduje się chińskie nazwisko odpowiadające pierwszej sylabie nazwiska obcego
- Tworzy się nazwisko przypominające brzmieniem lub znaczeniem oryginał, a strukturą i konotacjami imię chińskie.

Do osób, które przyjęły chińskie nazwiska, należą: Joseph Needham, Mateusz Ricci, Michał Boym, Robert van Gulik.